# Hermann von Struve

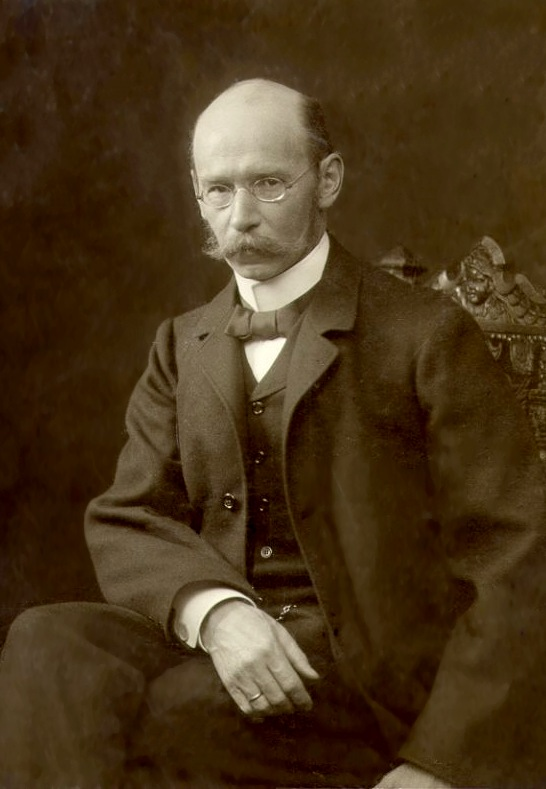
Hermann von Struve

Hermann von Struve (ur. 3 października 1854 w Pułkowie koło Petersburga, zm. 12 sierpnia 1920 w Herrenalb) – rosyjsko-niemiecki astronom.

## Życiorys
Pochodził ze znanej rodziny rosyjskich astronomów, syn Otto Wilhelma. Jego brat, Gustav Wilhelm Ludwig von Struve, był astronomem i matematykiem.
Od 1883 r. adiunkt obserwatorium w Pułkowie. Od 1895 dyrektor obserwatorium i profesor w Królewcu. Od 1904 pracował w Berlinie, gdzie zbudował nowe obserwatorium w Babelsbergu (1913). Prowadził badania i obserwacje księżyców w układach Saturna. Wydał Beobachtungen der Saturnstrabanten (2 tomy, 1888–1889) i in.
Za zasługi otrzymał Złoty Medal Królewskiego Towarzystwa Astronomicznego (1903).